# Grubbenvorst
Grubbenvorst è una località e un'ex-municipalità dei Paesi Bassi situata nella provincia del Limburgo. Soppressa il 1º gennaio 2001, il suo territorio, insieme ai territori di Horst e Broekhuizen è andato a costituire la nuova municipalità di Horst aan de Maas.